# Movimento Nacional Congolês
O Movimento Nacional Congolês (MNC; em francês: Mouvement national Congolais), também chamado de Movimento Nacional Congolês-Lumumba (MNC-L), é um partido político da República Democrática do Congo.
Foi o mais importante movimento nacionalista a conduzir o processo de independência da República Democrática do Congo.

## Histórico

### Fundação do partido e independência nacional
O Movimento Nacional Congolês (MNC), organização de frente única nacionalista, teve início em outubro de 1958 sob liderança inicial de Patrice Lumumba, Cyrille Adoula e Joseph Iléo. Sua ação se baseava em mobilização sindical, motins (o maior deles em janeiro de 1959) e protestos pela independência nacional, exercendo forte pressão sobre a Bélgica. Foi o primeiro movimento político amplo e de relevo que superou os regionalismos e as questões étnicas da então colónia do Congo Belga. Assim, o partido desempenhou central no nacionalismo e na independência quinxassa-congolesa no final da década de 1950 e início da década de 1960 sob a liderança de Lumumba. Porém, um ano antes da independência nacional o próprio MNC sofre uma cisão, com o grupo principal e que controla o partido desde 1959, chamado de MNC-L, sustentando uma ideologia "lumumbista", que inclui o nacionalismo de esquerda, o socialismo democrático, o pan-africanismo, o anti-colonialismo e uma visão multirracial para a sociedade nacional, enquanto que o grupo fraccionista Movimento Nacional Congolês-Kalonji (MNC-Kalonji), fundado por Albert Kalonji, sustentando visões mais tribalistas, federalistas e regionalistas. A divisão causada por Kalonji, porém, foi um dos fatores que desestabilizaram a República Democrática do Congo desde 1960.
Nas eleições parlamentares de maio de 1960, que seriam definidoras do futuro governo do novo país independente, o MNC-L, liderado por Lumumba, recebeu a maioria dos votos, mas foi obrigado a formar uma coalizão governista que incluiu o Partido da Solidariedade Africana, o Centro de Reagrupamento Africano e a Associação dos Bacongos para a Unificação, a Conservação e o Desenvolvimento da Língua Congo (Abako), além de grupamentos políticos menores. Lumumba foi confirmado como primeiro-ministro. Enquanto isso, o Senado e a Assembléia Nacional, elegeram Joseph Kasa-Vubu do regionalista e conservador Abako como presidente do país. Em 30 de junho de 1960, o país conquistou a independência com o nome de República do Congo, assumindo os representantes eleitos em maio daquele ano. Em julho de 1960 eclodiu uma rebelião contra o primeiro-ministro Lumumba, liderada por Moïse Tshombe, líder separatista que insuflava a insurgência em Catanga, com o apoio da Bélgica, Estados Unidos e França. Antes do final do ano, Kasa-Vubu afastou Lumumba, eleito de forma democrática, do cargo de primeiro-ministro, num golpe de Estado.

### Assassinato de Lumumba e oposição ao mobutismo
Após o assassinato de Patrice Lumumba levado a cabo por Moïse Tshombe e pelos belgas, Christophe Gbenye — o primeiro vice-prefeito de Quissangane, e Ministro do Interior no primeiro governo quinxassa-congolês entre junho e setembro de 1960 — tornou-se presidente do partido. Ainda assim, Gbenye não era unanimidade no partido, havendo disputas de liderança com Joseph Kasongo, Charles Badjoko, Gabriel Lassiry e Antoine Kiwewa, todos às vezes alegando ser o sucessor legítimo de Lumumba. Na conferência de março de 1961, que confirmou a liderança de Gbenye, os delegados expressaram o desejo geral de formar um bloco maior para abranger todos os lumumbistas do país. Antoine Gizenga, membro do Partido da Solidariedade Africana e ex-membro do governo de Lumumba, anunciou em setembro que seu partido e o MNC-L estavam se fundindo para formar o Partido Nacional Lumumbista. Os líderes do MNC-L rejeitaram a declaração, insistindo que um congresso do partido teria que ser realizado para definir sobre a fusão. Enquanto isso, em função dos conflitos regionais e étnicos, a atividade político-partidária nacional fora do governo central quinxassa-congolês declinou bastante. Embora o MNC-L tenha persistido por muito mais tempo do que outros grupos, em 1963 a atividade do partido havia cessado em Quinxassa. Paralelo a isto, em dezembro de 1960, Gbenye reuniu os militantes do MNC-L e fundou, com Gizenga, a República Livre do Congo, que rapidamente dominou todo o leste da República Democrática do Congo. Mesmo com o grupo de Gizenga negociando o fim do governo-rival da República Livre do Congo, grande parte dos seguidores do MNC-L permeneceu com Gbenye no leste do país, até 1965, quando o partido passou à total ilegalidade. Os membros do MNC-L, que seguiram Gizenga a partir de 1962, passaram a ocupar pastas ministeriais no governo nacional até 1963.
A ilegalidade política em 1965 impediu a existência do MNC-L em território nacional até 1990. O partido continuou a operar no exílio, liderado por Gbenye a partir de Uganda, onde se aliou a outros grupos de oposição ao governo ditatorial de Mobutu Sese Seko e à sua ideologia oficial, o mobutismo. Gbenye foi afastado da liderança partidária em 1971. No exílio, após a saída de Gbenye, os dois principais grupos que reivindicavam o nome do partido eram o MNC-L (facção principal) e o Movimento Nacional Congolês Reformado (MNCR). O MNCR ficou sob a liderança de Paul-Roger Mokede. A facção principal do MNC-L ficou sob a liderança de François Lumumba, filho de Patrice Lumumba, que criou um braço armado chamado "Exército Patriótico Lumumba", formando uma coalizão com a Frente de Libertação do Congo – Patrice Lumumba (FLC-L), um grupo militante que travou uma insurgência de baixo nível no Zaire, na década de 1980. Em setembro de 1985, o MNC-L, o MNCR, o Partido Democrático e Socialista Congolês e outros grupos de oposição declararam um governo provisório no exílio.

### Volta ao governo e reagrupamento
No início da década de 1990, um grupo rebelde anti-Mobutu conhecido como Conselho Nacional de Resistência para a Democracia (CNRD) tornou-se ativo. O CRND, liderado por André Kisase Ngandu, se apresentou como o novo braço armado do MNC-L. No mesmo período, um grupo de ativistas liderados por Pascal Tabu, Mbalo Meka e Otoko Okitasombo conseguiu refundar o MNC-L em Quinxassa em 1994. Em 1996, o MNC-L, influenciado principalmente por Kisase Ngandu, passou a apoiar o lumumbista Laurent-Désiré Kabila. Os dois se tornaram os líderes da coalizão rebelde Aliança das Forças Democráticas para a Libertação do Congo (AFDL), lutando na Primeira Guerra do Congo para derrubar Mobutu.
Após a queda do regime de Mobutu em 1997, as facções do MNC-L começaram a se reagrupar e participar da política nacional regular. Porém, algumas tendências do MNC-L, principalmente a liderada pelo primo de Patrice Lumumba, Albert Onawelho Lumumba, eram muito críticas ao governo do presidente Laurent-Désiré Kabila. Em contraste, a filha de Patrice Lumumba, Julienne Lumumba, membra do MNC-L, tornou-se parte do governo de Kabila. Porém, houveram facções relevantes do MNC-L que nunca se reagruparam ao partido; um das facções que permaneceu dissidente foi o Partido Lumumbista Unificado (PALU), liderado por Gizenga, ex-ministro de Lumumba.